# Solo Day
Solo Day – piąty minialbum południowokoreańskiej grupy B1A4, wydany 14 lipca 2014 roku przez wytwórnię WM Entertainment. Płytę promował singel o tym samym tytule. Sprzedał się w nakładzie 86 711 egzemplarzy w Korei Południowej (stan na grudzień 2014 r.).
Japońska wersja płyty ukazała się 26 listopada 2014 roku, została wydana przez Pony Canyon.

## Lista utworów
| Nr | Tytuł                                                   | Słowa                     | Muzyka                              | Czas |
| -- | ------------------------------------------------------- | ------------------------- | ----------------------------------- | ---- |
| 1. | "Solo Day"                                              | Jinyoung, Baro            | Jinyoung                            | 3:19 |
| 2. | "You Make Me A Fool" (kor. 내가 뭐가돼 Naega Mwogadwae) | Jinyoung, Baro            | Jinyoung                            | 3:29 |
| 3. | "It's Going Well" (kor. 잘돼가 Jaldwaega)               | Jinyoung, Baro, Maxx Song | Jinyoung, 220, Brian Cho, Maxx Song | 3:35 |
| 4. | "A Glass Of Water" (kor. 물한잔 Mulhanjan)              | Jinyoung, Baro            | Jinyoung                            | 3:23 |
| 5. | "Drive"                                                 | CNU, Baro                 | CNU, Jooyoung, Cheeze               | 3:45 |
| 6. | "You" (feat. Sunmi)                                     | Jinyoung                  | Jinyoung                            | 3:22 |

## Notowania
| Lista                     | Pozycja |
| ------------------------- | ------- |
| Gaon Weekly Album Chart   | 1       |
| Oricon Weekly Album Chart | 34      |
| Five Music (Tajwan)       | 5       |